# Bustan al-Basha
Bustan al-Basha (tiếng Ả Rập: بستان الباشا, cũng đánh vần là Bistan al-Basha; dịch: "Vườn của Thống đốc") là một ngôi làng nằm dọc theo bờ biển Địa Trung Hải ở phía bắc Syria, một phần của Tỉnh Latakia. Nó nằm về phía đông nam của Latakia và phía tây của Qardaha. Trong cuộc điều tra dân số năm 2004, Bustan al-Basha có dân số 1.603 người. Hầu hết cư dân của nó là Alawites và ngôi làng là nơi sinh sống của gia đình Makhlouf có liên quan đến gia đình Assad. Theo Patrick Seale, cư dân của Bustan al-Basha hầu hết được liên kết với Đảng Quốc gia Xã hội Syria vào giữa thế kỷ 20.